# 馬亨德拉加爾縣
馬亨德拉加爾縣是印度的一個縣，位於該國北部，由哈里亞納邦負責管轄，面積1,859平方公里，識字率為69.89%，2001年人口921,680，人口密度每平方公里496人。

## 外部連結
- Mahendragarh district website （页面存档备份，存于）